# Bellevue (Iowa)
Bellevue è una città degli Stati Uniti d'America, situata nello Stato dell'Iowa, nella Contea di Jackson.